# Naaktpootsalangaan
De naaktpootsalangaan (Aerodramus nuditarsus; synoniem: Collocalia nuditarsus) is een vogel uit de familie Apodidae (gierzwaluwen).

## Verspreiding en leefgebied
Deze soort is endemisch in centraal en oostelijk Nieuw-Guinea.